# Indulf d'Escòcia
Indulf d'Escòcia (gaèlic escocès: Idulb mac Causantín, mort el 962) fou rei d'Escòcia entre 954 i 962, fill de Constantí II. El seu nom deriva del nòrdic antic Hildulfr i de l'anglès antic Eadwulf. Succeí Malcolm I i es va apoderar d'Edimburg el 960, però els noruecs desembarcaren al nord del país, el venceren i el mataren.